# Équipe de Belgique de football en 1992
Maillots
Chronologie
Saison précédente Saison suivante
L'équipe de Belgique de football amorce en 1992 les éliminatoires pour la Coupe du Monde aux États-Unis.

## Objectifs
La Belgique se doit de bien entamer les éliminatoires pour la Coupe du Monde en vue d'assurer une quatrième participation consécutive.

## Résumé de la saison
Sous la conduite de Van Himst, les Belges terminent en tête de leur groupe de qualification pour la Coupe du monde 1994, à égalité avec la Roumanie. Durant sa préparation, la Belgique signe la plus large victoire de son histoire jusqu'alors en s'imposant (9-0) face à la Zambie, Josip Weber inscrivant cinq buts au cours du match. Grâce à leurs bonnes performances lors des éditions précédentes, ils héritent du statut de tête de série pour la phase finale aux États-Unis. Les Diables Rouges entament la compétition par deux victoires, sur le Maroc (1-0) et les Pays-Bas (1-0), grâce notamment à Michel Preud'homme, élu meilleur gardien de but du tournoi. Ils se font pourtant surprendre lors de leur dernier match contre l'Arabie saoudite (0-1) et terminent 3e, à la différence de buts. Ils héritent en huitième de finale de l'Allemagne, tenante du titre, et s'inclinent (3-2), face à leur « bête noire ».

## Bilan de l'année
Après cinq victoires en autant de rencontres, dont trois face à des concurrents directs, les éliminatoires de la Coupe du Monde démarrent en trombe pour les Belges qui peuvent en principe envisager la qualification avec sérénité.
D'autre part, la Belgique inaugure le tout nouveau classement mondial de la FIFA à la 17e position.

### Coupe du monde 1994

#### Éliminatoires (zone Europe, Groupe 4)
| Rang | Équipe          | Pts | J | G | N | P | Bp | Bc | Diff |  | Résultats (▼ dom., ► ext.) |     |     |     |     |     |     |
| ---- | --------------- | --- | - | - | - | - | -- | -- | ---- |  | -------------------------- | --- | --- | --- | --- | --- | --- |
| 1    | Belgique        | 10  | 5 | 5 | 0 | 0 | 9  | 1  | +8   |  | Belgique                   |     | 1-0 | 2-0 | -   | 1-0 | 3-0 |
| 2    | Roumanie        | 7   | 5 | 3 | 1 | 1 | 17 | 4  | +13  |  | Roumanie                   | -   |     | 5-1 | 1-1 | -   | 7-0 |
| 3    | Pays de Galles  | 4   | 4 | 2 | 0 | 2 | 8  | 7  | +1   |  | Pays de Galles             | -   | -   |     | -   | -   | 6-0 |
| 4    | Tchécoslovaquie | 3   | 3 | 1 | 1 | 1 | 6  | 3  | +3   |  | Tchécoslovaquie            | 1-2 | -   | -   |     | -   | 4-0 |
| 5    | Chypre          | 2   | 4 | 1 | 0 | 3 | 3  | 6  | -3   |  | Chypre                     | -   | 1-4 | 0-1 | -   |     | -   |
| 6    | Îles Féroé      | 0   | 5 | 0 | 0 | 5 | 0  | 22 | -22  |  | Îles Féroé                 | -   | -   | -   | -   | 0-2 |     |

- Sélections qualifiées pour la Coupe du monde 1994

### Classement mondial FIFA
| Classement | Équipe          | Score total (déc. 1992) |
| ---------- | --------------- | ----------------------- |
| 15         | Espagne         | 49                      |
| 16         | Uruguay         | 48                      |
| 17         | Belgique        | 48                      |
| 18         | Tchécoslovaquie | 47                      |
| 19         | France          | 46                      |

Source : FIFA.

## Les matchs
| Match amical                                                     | Tunisie                        | 2 - 1   | Belgique     | Stade olympique d'El Menzah Tunis, Tunisie       |                                                  |
| 26 février 1992 · 19:00 heure locale · Historique des rencontres | Rouissi 31e · Genaux 75e (csc) | (1 – 0) | Oliveira 58e | Spectateurs : 35 000 Arbitrage : Abdelali Naciri | Spectateurs : 35 000 Arbitrage : Abdelali Naciri |
| 26 février 1992 · 19:00 heure locale · Historique des rencontres | Rapport                        |         |              | Spectateurs : 35 000 Arbitrage : Abdelali Naciri | Spectateurs : 35 000 Arbitrage : Abdelali Naciri |

Note : Première rencontre officielle entre les deux nations.
| Match amical                                                  | France                             | 3 - 3   | Belgique                                    | Parc des Princes Paris, France              |                                             |
| 25 mars 1992 · 20:45 heure locale · Historique des rencontres | Papin 40e (pen.) 82e · Vahirua 45e | (2 – 2) | Albert 27e · Scifo 44e (pen.) · Wilmots 46e | Spectateurs : 22 894 Arbitrage : Philip Don | Spectateurs : 22 894 Arbitrage : Philip Don |
| 25 mars 1992 · 20:45 heure locale · Historique des rencontres | Rapport                            |         |                                             | Spectateurs : 22 894 Arbitrage : Philip Don | Spectateurs : 22 894 Arbitrage : Philip Don |

| Coupe du monde 1994 Éliminatoires - Groupe 4                   | Belgique    | 1 - 0   | Chypre | Stade Constant Vanden Stock Anderlecht, Belgique  |                                                   |
| 22 avril 1992 · 20:00 heure locale · Historique des rencontres | Wilmots 24e | (1 – 0) |        | Spectateurs : 15 314 Arbitrage : Manuel Díaz Vega | Spectateurs : 15 314 Arbitrage : Manuel Díaz Vega |
| 22 avril 1992 · 20:00 heure locale · Historique des rencontres | Rapport     |         |        | Spectateurs : 15 314 Arbitrage : Manuel Díaz Vega | Spectateurs : 15 314 Arbitrage : Manuel Díaz Vega |

| Coupe du monde 1994 Éliminatoires - Groupe 4                 | Îles Féroé | 0 - 3   | Belgique                     | Svangaskarð Toftir, Îles Féroé                 |                                                |
| 3 juin 1992 · 19:00 heure locale · Historique des rencontres |            | (0 – 1) | Albert 29e · Wilmots 65e 71e | Spectateurs : 5 156 Arbitrage : Leslie Mottram | Spectateurs : 5 156 Arbitrage : Leslie Mottram |
| 3 juin 1992 · 19:00 heure locale · Historique des rencontres | Rapport    |         |                              | Spectateurs : 5 156 Arbitrage : Leslie Mottram | Spectateurs : 5 156 Arbitrage : Leslie Mottram |

Note : Première rencontre officielle entre les deux nations.
| Coupe du monde 1994 Éliminatoires - Groupe 4                      | Tchécoslovaquie | 1 - 2   | Belgique                               | Stade de Strahov Prague, Tchécoslovaquie            |                                                     |
| 2 septembre 1992 · 18:00 heure locale · Historique des rencontres | Kadlec 77e      | (0 – 1) | Chovanec 44e (csc) · Czerniatynski 83e | Spectateurs : 10 500 Arbitrage : Kurt Röthlisberger | Spectateurs : 10 500 Arbitrage : Kurt Röthlisberger |
| 2 septembre 1992 · 18:00 heure locale · Historique des rencontres | Rapport         |         |                                        | Spectateurs : 10 500 Arbitrage : Kurt Röthlisberger | Spectateurs : 10 500 Arbitrage : Kurt Röthlisberger |

| Coupe du monde 1994 Éliminatoires - Groupe 4                     | Belgique   | 1 - 0   | Roumanie | Stade Constant Vanden Stock Anderlecht, Belgique    |                                                     |
| 14 octobre 1992 · 20:00 heure locale · Historique des rencontres | Smidts 26e | (1 – 0) |          | Spectateurs : 21 467 Arbitrage : Pierluigi Pairetto | Spectateurs : 21 467 Arbitrage : Pierluigi Pairetto |
| 14 octobre 1992 · 20:00 heure locale · Historique des rencontres | Rapport    |         |          | Spectateurs : 21 467 Arbitrage : Pierluigi Pairetto | Spectateurs : 21 467 Arbitrage : Pierluigi Pairetto |

| Coupe du monde 1994 Éliminatoires - Groupe 4                      | Belgique                   | 2 - 0   | Pays de Galles | Stade Constant Vanden Stock Anderlecht, Belgique   |                                                    |
| 18 novembre 1992 · 20:00 heure locale · Historique des rencontres | Staelens 54e · Degryse 59e | (0 – 0) |                | Spectateurs : 20 089 Arbitrage : Jan Damgaard (hu) | Spectateurs : 20 089 Arbitrage : Jan Damgaard (hu) |
| 18 novembre 1992 · 20:00 heure locale · Historique des rencontres | Rapport                    |         |                | Spectateurs : 20 089 Arbitrage : Jan Damgaard (hu) | Spectateurs : 20 089 Arbitrage : Jan Damgaard (hu) |

## Les joueurs
| Joueurs                 | Joueurs           | Amical | Amical | QCM 1994 | QCM 1994 | QCM 1994 | QCM 1994 | QCM 1994 |
| ----------------------- | ----------------- | ------ | ------ | -------- | -------- | -------- | -------- | -------- |
| Gardiens de but         |                   |        |        |          |          |          |          |          |
| Michel Preud'homme      | KV Malines        | 90     | 90     | 90       | 90       | 90       | 90       | 90       |
| Gilbert Bodart          | Standard de Liège | r      | r      | r        | r        | r        | r        | r        |
| Défenseurs              |                   |        |        |          |          |          |          |          |
| Régis Genaux            | Standard de Liège | 90     |        |          |          |          | r        | r        |
| Dirk Medved             | KAA La Gantoise   | 90     | r      | r        | r        | 90       | 90       | 90       |
| Pascal Plovie           | Club Bruges KV    | 46e    |        |          |          |          |          |          |
| Vital Borkelmans        | Club Bruges KV    | 90     | 90     | 83e      |          |          |          |          |
| Philippe Albert         | KV Malines        | 90     | 90     | 90       | 90       | 90 90e   | 90       | 90       |
| Bertrand Crasson        | RSC Anderlechtois |        | 90     |          |          |          |          |          |
| Georges Grün            | Parme AC          |        | 90     | 90       | 90       | 90       | 90       | 90       |
| Frank Dauwen            | KAA La Gantoise   |        | 89e    | r        |          | 88e      |          |          |
| Marc Emmers             | KV Malines        |        |        | 90       | 90       | 90       |          |          |
| Rudi Smidts             | Royal Antwerp FC  |        |        |          |          | 90 47e   | 90       | 90       |
| Milieux                 |                   |        |        |          |          |          |          |          |
| Franky Van der Elst     | Club Bruges KV    | 90     | 90     | 90       | 90       | 90       | 90       | 90       |
| Bruno Versavel          | RSC Anderlechtois | 68e    | 59e    |          | 76e      |          |          | r        |
| Lorenzo Staelens        | Club Bruges KV    | r      |        |          | 90       | 88e      | 90       | 81e      |
| Johan Walem             | RSC Anderlechtois | 68e    | 90     | 90 76e   | r        |          | r        |          |
| Enzo Scifo              | Torino Calcio     |        | 90     | 90       | 90       | 90       | 90       | 90       |
| Danny Boffin            | RSC Anderlechtois |        | 59e    | 83e      | 76e      | r        | 90       | 90       |
| Alain De Nil            | Cercle Bruges KSV |        |        |          | 90,      | r        |          |          |
| Alain Bettagno          | Standard de Liège |        |        |          |          |          | r        |          |
| Attaquants              |                   |        |        |          |          |          |          |          |
| Marc Degryse            | RSC Anderlechtois | 90     | 89e    | 90       | 90       | 66e      | 90       | 90       |
| Luis Oliveira           | RSC Anderlechtois | 90 ,   |        | 90       | 62e      |          |          |          |
| Francis Severeyns       | KV Malines        | 46e    |        |          |          |          |          |          |
| Luc Nilis               | RSC Anderlechtois | 46e    | 46e    |          |          |          |          | 46e      |
| Marc Wilmots            | Standard de Liège | 46e    | 46e    | 74e      | 62e      | 66e      | 68e      | 81e      |
| Gunther Hofmans         | Germinal Ekeren   |        |        | 74e ,    |          |          |          |          |
| Alexandre Czerniatynski | Royal Antwerp FC  |        |        |          |          | 90       | 68e      | 46e      |

Un « r » indique un joueur qui était parmi les remplaçants mais qui n'est pas monté au jeu.
1. 1 2 3 4 5  Première sélection officielle pour le joueur.
2. 1 2 3 4  Dernière sélection officielle pour le joueur.
3. 1 2 3 4 5  Premier but officiel pour le joueur.

## Aspects socio-économiques

### Couverture médiatique
| Jour de diffusion | Match                      | Compétition    | Diffuseur francophone | Diffuseur néerlandophone |
| ----------------- | -------------------------- | -------------- | --------------------- | ------------------------ |
| 26 février 1992   | Tunisie - Belgique         | Amical         | RTBF                  | VTM                      |
| 25 mars 1992      | France - Belgique          | Amical         | RTBF                  | BRTN                     |
| 22 avril 1992     | Belgique - Chypre          | Coupe du monde | RTBF                  | BRTN                     |
| 3 juin 1992       | Îles Féroé - Belgique      | Coupe du monde | non diffusé           | VTM                      |
| 2 septembre 1992  | Tchécoslovaquie - Belgique | Coupe du monde | RTBF                  | BRTN                     |
| 14 octobre 1992   | Belgique - Roumanie        | Coupe du monde | RTBF                  | BRTN                     |
| 18 novembre 1992  | Belgique - Pays de Galles  | Coupe du monde | RTBF                  | BRTN                     |

Source : Programme TV dans Gazet van Antwerpen.

## Sources

### Archives
1. ↑  (nl) « Concentra online archief », sur krantenarchief.concentra.be, Mediahuis.

### Statistiques
1. ↑  « CLASSEMENT MASCULIN », sur fifa.com, FIFA, 31 décembre 1992 (consulté le 15 août 2021)